# Rolf Jährling
Pour les articles homonymes, voir Jährling.
(Galerie Parnass)
Rolf Jährling, né le 27 octobre 1913 à Hambourg (Allemagne) et mort le 5 juillet 1991 à Weidingen (Allemagne), est un architecte et galeriste allemand.

## Biographie

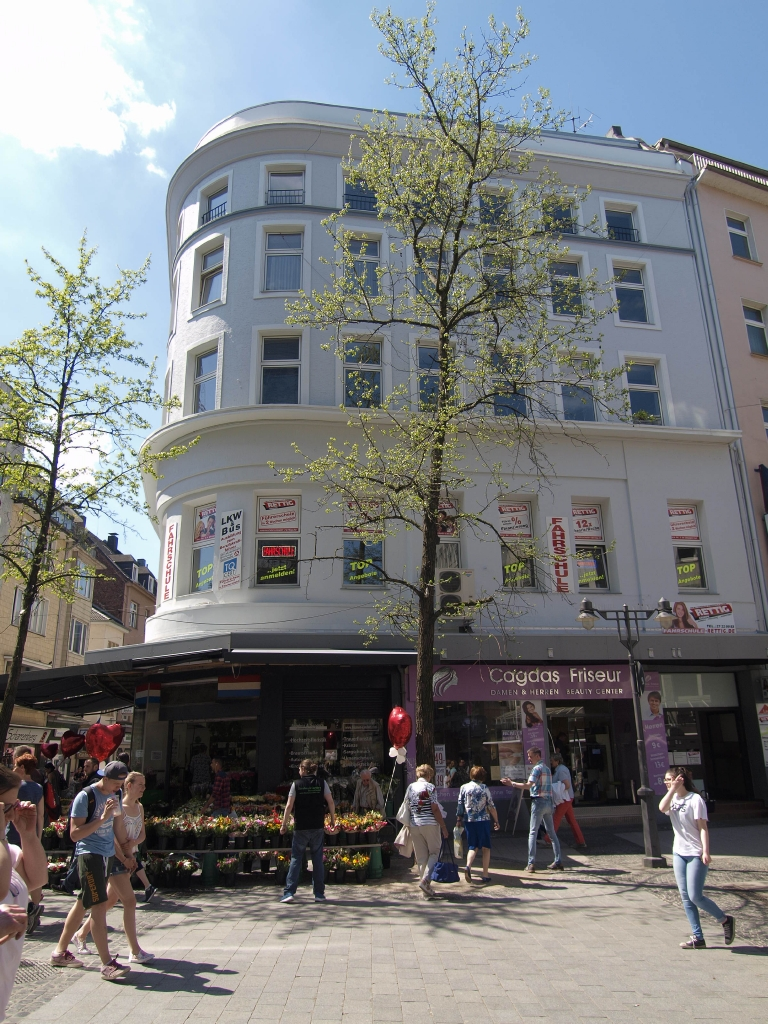
L'immeuble où était établie la galerie Parnass, Alte Freiheit Nr. 16-18 à Wuppertal-Elberfeld.

Rolf Jährling est l'un des premiers promoteurs de l'avant-garde rhénane. En 1949, il fonde la galerie Parnass à Wuppertal, l'une des galeries les plus audacieuses de l'Allemagne d'après-guerre, au même titre que la galerie Schmela et la galerie 22 à Düsseldorf et la galerie Der Spiegel à Cologne, toutes étroitement associées aux mouvements d'artistes informels.